# SMERSJ

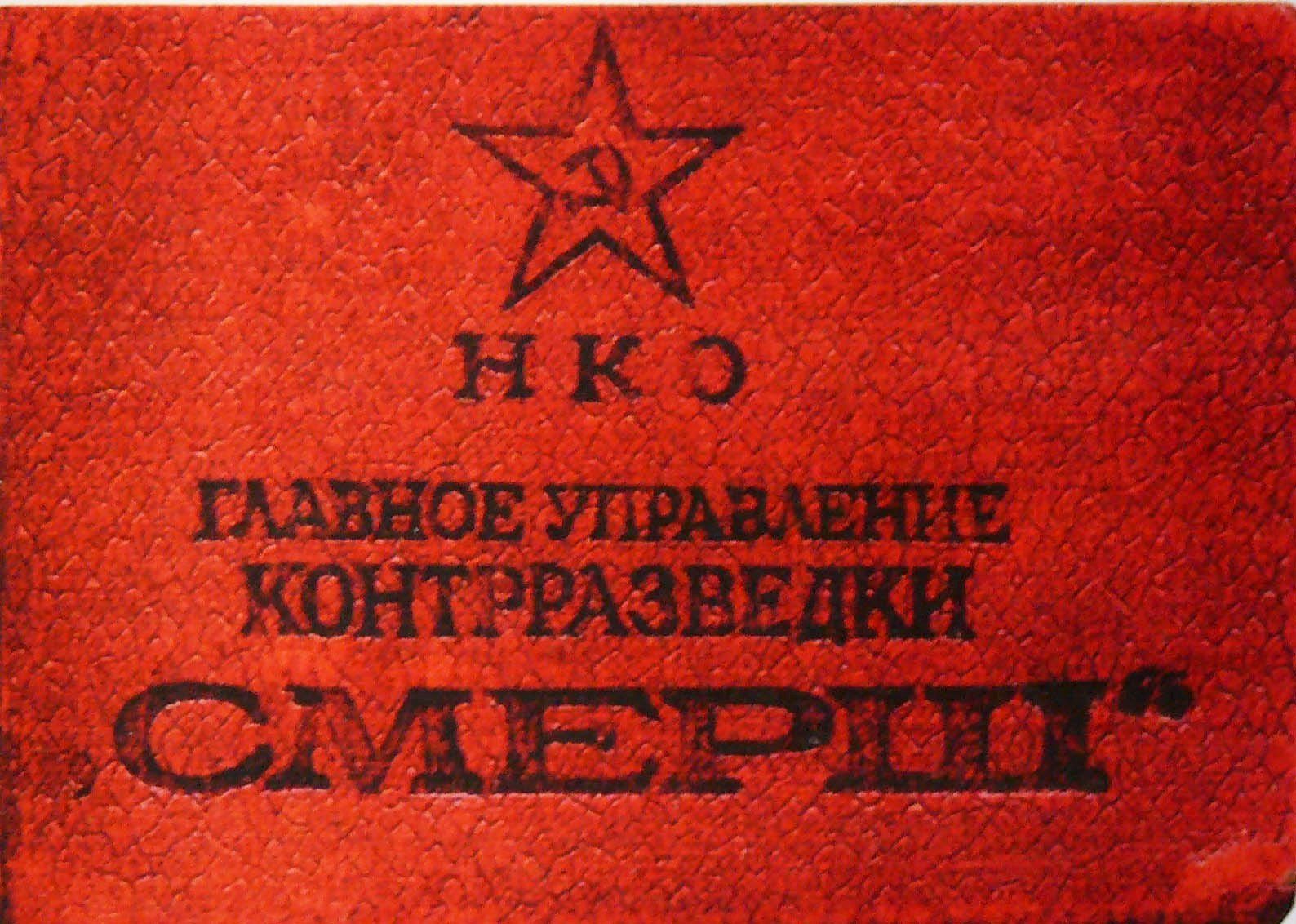
SMERSJ

SMERSJ, een acroniem voor SMERtj SJpionam (Russisch: СМЕРть Шпионам) oftewel Dood aan de Spionnen, was de overkoepelende naam van een drietal onafhankelijke contraspionagediensten in de Sovjet-Unie opgericht in de Tweede Wereldoorlog, om de achterhoede van het Rode Leger te beveiligen, maar ook vlak achter het front om verraders, deserteurs, spionnen en andere criminele elementen te arresteren en te liquideren. SMERSJ hield zich bezig met contraspionage en terreur waarbij niet werd geschuwd om vijanden van de Sovjet-Unie in het buitenland te liquideren. In sommige James Bondboeken speelt SMERSJ een rol. Het acroniem SMERSH is de Engelse transliteratie van 'СМЕРШ'. De Nederlandse transliteratie is SMERSJ, hetgeen ook vaak in literatuur terug te vinden is.

## Geschiedenis
De organisatie SMERSJ werd opgericht op 19 april 1943 en was afkomstig van het Directoraat van Speciale Departementen van de NKVD (Volkscommissariaat van Interne Zaken). De volledige naam van SMERSJ was: Главное управление контрразведки СМЕРШ Народного комиссариата обороны СССР, oftewel het Hoofd-contraspionagedirectoraat SMERSJ van het Volkscommissariaat van Defensie van de Sovjet-Unie. Deze dienst werd geleid door luitenant-generaal Viktor Abakoemov die persoonlijk aan Stalin rapporteerde en bekendstond om zijn keiharde verhoormethoden op gevangenen. (In 1951 echter werd Abakoemov zelf slachtoffer van een zuivering uitgevoerd door Lavrenti Beria). In dezelfde periode werd het SMERSJ-directoraat binnen het Volkscommissariaat van de Sovjet-Marine en SMERSJ-afdeling van de NKVD opgericht. SMERSJ heette, tot Abakoemov in 1943 de leiding kreeg, de speciale afdeling van de NKVD.
In maart 1946 werd het bevel over het Directoraat van SMERSJ onder het Volkscommissariaat van het Rode Leger geplaatst. Later werd dit gereorganiseerd in het Ministerie van Defensie van de Sovjet-Unie. In mei 1946 werd dit weer opgeheven. SMERSJ heeft een belangrijke taak gehad in het rekruteren van de jeugd voor de Nationale Defensie. De meest belovende leden konden later hun weg vinden in de Sovjet inlichtingendienst, de latere KGB.

## Activiteiten
De belangrijkste tegenstander van SMERSJ in de contraspionage, was de Duitse Abwehr, de Duitse buitenlandse- en contraspionageafdeling gedurende de Eerste Wereldoorlog en de Tweede Wereldoorlog. SMERSJ trachtte deze contraspionagedienst te infiltreren. SMERSJ hield zich ook bezig met onderzoek binnen de eigen gelederen van soldaten die uit krijgsgevangenschap afkomstig waren. Ook hield SMERSJ zich bezig met spionageactiviteiten gericht op de bevolking van pas veroverde gebieden door het Sovjetleger in Oost-Europa.
SMERSJ was betrokken bij de bestraffing van leden van de NKVD, die de voorloper vormde van de KGB. SMERSJ kon iedereen naar eigen inzicht binnen de NKVD onderzoeken. Zelfs Afdelings- en Directoraatshoofden waren niet veilig voor de SMERSJ. SMERSJ werd ook uitgezonden om overlopers en dubbelagenten te liquideren. SMERSJ werd ingezet om de jacht op iedereen te openen -zelfs in het buitenland- die door de machthebbers in Moskou als "vijand van het Volk" te boek was gesteld.

### Zoektocht naar Adolf Hitler
Bij het beëindigen van de Tweede Wereldoorlog kreeg SMERSJ de opdracht op zoek te gaan naar Adolf Hitler en – indien mogelijk – de dictator levend gevangen te nemen. Werd het lichaam gevonden, dan moesten de SMERSJ-agenten de stoffelijke resten confisqueren. Officieren van het Rode Leger vonden samen met 79ste SMERSJ het gedeeltelijk verbrande en verminkte lichaam van Hitler, vlak bij de Führerbunker, en stelden vervolgens een onderzoek in om de feiten van de dood van de dictator te bevestigen. SMERSJ was betrokken bij de identificatie van de stoffelijke resten van Hitler en Eva Braun. De stoffelijke resten werden door SMERSJ geconfisqueerd en vervolgens tot april 1970 in het geheim begraven gehouden in de grond van het SMERSJ-hoofdkwartier op adres 30-32 Klausnerstrasse in Maagdenburg.
In 1970 werden de resten (samen met die van Joseph Goebbels en zijn vrouw en kinderen) in het geheim weer opgegraven, vervolgens gecremeerd en op een geheime plaats bij de rivier de Elbe uitgestrooid. Niet alle delen van het lichaam van Hitler en Goebbels zijn vernietigd: een deel van de kaak en de schedel van Hitler worden nog steeds in het Russische Staatsarchief onder het Kremlin in Moskou bewaard (zij het dat de authenticiteit in twijfel is getrokken) en zijn alleen voor wetenschappers toegankelijk voor onderzoek. Ook de metalen beensteun van Goebbels wordt er bewaard. Er zijn zelfs bronnen die beweren dat de schedel van Hitler door Stalin als een asbak is gebruikt. Zekerheid daarover is niet te geven.
Tijdens de zoektocht in Berlijn vond SMERSJ meer zaken die van Hitler persoonlijk afkomstig waren. Zo werd de militaire pet en een mantel van de dictator gevonden en zelfs een pen waarmee kon worden geschoten. De SMERSJ-eenheid die deze persoonlijke spullen van Hitler aantrof, heeft deze vervolgens meegenomen naar Moskou. Deze items werden in 2003 voor het eerst tentoongesteld in de Russische hoofdstad Moskou.

## Methoden
SMERSJ was volstrekt meedogenloos in zijn werkmethoden. SMERSJ-bataljons waren tussen 1941 en 1943 (toen de Sovjetlegers terug werden gedreven) actief vlak achter het front om soldaten van het Rode Leger ter plekke neer te schieten als zij zich op eigen initiatief terugtrokken op het moment dat er een Duitse aanval werd ingezet. Als Sovjet militair door de (Duitse) vijand gevangengenomen worden, stond op hetzelfde niveau als verraad. Wie uit gevangenschap wist te ontsnappen kon alsnog de kogel krijgen van SMERSJ of men kon verbannen worden naar de Goelag.
Door het uitvoeren van het z.g. Radiospel (Funkspiel) met de Duitse contraspionagedienst wist SMERSJ saboteurs op te sporen.
Op het einde van de Tweede Wereldoorlog hebben de westelijke Geallieerden toegestaan dat miljoenen voormalige krijgsgevangenen en vluchtelingen in de handen van SMERSJ/NKVD vielen en werden afgevoerd naar de Goelag. Hierdoor is ook de Zweedse diplomaat Raoul Wallenberg volgens bronnen het slachtoffer geworden van SMERSJ. Een document afkomstig van het hoofd van Loebjanka Smoltsov en gericht aan het hoofd van SMERSJ, Abakoemov, verhaalt dat Wallenberg was geïnterneerd en overleed op 17 juli 1947. Dit document werd onder internationale druk vrijgegeven op 6 februari 1957. Hoeveel slachtoffers op het einde van de oorlog zijn gevallen is tot nu niet bekend. Tegen deze deportatie en moordpraktijken van SMERSJ en NKVD werd geprotesteerd bij de minister-president van Canada, Mackenzie King door professor Watson Kirkconnell, echter zonder resultaat. Dat Raoul Wallenberg inderdaad gevangen heeft gezeten is pas vele jaren later per ongeluk ontdekt toen in het Loebjankagebouw een kleine opruiming werd gehouden in het archief. In een doos vond men de persoonlijke bezittingen terug van Wallenberg.

### Liquidatiemethoden
Hoe SMERSJ precies zijn tegenstanders liquideerde is pas goed bekend geworden in 1954 door de Russische overloper Nikolaj Chaklov. Chaklov kon het niet meer opbrengen om zijn orders van liquidaties van zijn superieuren uit te voeren en vluchtte naar het Westen. Uit zijn verhaal is gebleken dat SMERSJ-agenten vooral de methode van vergiftiging toepasten. Dit kon gebeuren via vergiftigde dart-pijltjes, via vergiftigde sigaretten of inhalers voor astmapatiënten.

## Organisatie
De organisatie van SMERSJ had een hiërarchisch structuur. Aan het hoofd stond de Volkscommissaris van Defensie. Daaronder de Chef met gedeputeerden en daaronder weer het Secretariaat. Onder het Secretariaat stonden acht verschillende afdelingen (secties).
- Sectie 1: Inlichtingenwerk met betrekking tot bewaking van de instituten van het Centrale Rode Leger.
- Sectie 2: Werk onder krijgsgevangenen
- Sectie 3: Contraspionage en leiding geven aan bepaalde radio-uitzendingen (Funkspiel)
- Sectie 4: Organisatie van Inlichtingenwerk achter de frontlinies
- Sectie 5: SMERSJ-organen in militaire districten
- Sectie 6: Onderzoek
- Sectie 7: Informatie en statistiek
- Sectie 8: Codes en communicatie

Volgens het blad Eye Spy Magazine werd SMERSJ in de KGB ondergebracht. Om voldoende luistervinken in het Rode Leger te hebben had men een informant per tien soldaten. Dit betekent dat SMERSJ een behoorlijk aantal aangevers en tipgevers moet hebben gehad. Sommige bronnen spreken over zeker 40.000 SMERSJ-agenten die later in 1955 moeten zijn opgegaan in de KGB.

## SMERSJ in fictie
SMERSJ werd in 1946 opgeheven, maar opheffing betekende niet dat het personeel op straat stond. Het is vaak genoeg in de geschiedenis van Sovjet veiligheidsdiensten voorgekomen dat het personeel gewoon overstapte naar de vernieuwde of veranderde inlichtingenorganisatie. Alhoewel SMERSJ maar drie jaar bestond, heeft het wel zijn weg gevonden in de boeken van Ian Flemings James Bond. In de eerste Bondroman Casino Royale kwam de schurk Le Chiffre voor, die een contactman van SMERSJ was. Ook de vijanden Mr. Big (in Live and Let Die (roman)) en Auric Goldfinger (in Goldfinger) zijn agenten van SMERSJ. In de roman From Russia with Love begint de positie van SMERSJ wankel te worden en probeert de organisatie het vertrouwen van de regering terug te winnen door middel van een groots plan, waarbij James Bond moet worden gedood.
In de officiële films van James Bond kwam SMERSJ niet voor. De bedoeling van de filmmakers was om te voorkomen dat het werkelijk noemen van de Russische contraspionagedienst een destabiliserend effect zou opleveren in de relaties tussen het Verenigd Koninkrijk en de Sovjet-Unie. SMERSJ is genoemd in de Bondfilm From Russia with Love, maar het speelt geen actieve rol in het verhaal. In de film is de rol van SMERSJ vervangen door de misdaadorganisatie SPECTRE. SMERSJ wordt – zij het bedekt – genoemd in de film The Living Daylights. SMERSJ speelt ook een rol in de parodie op James Bond uit 1967: Casino Royale. In de verfilmingen van Goldfinger en Live and let die kwam SMERSJ niet voor, en in de officiële verfilming van Casino Royale werkt Le Chiffre niet voor SMERSJ, maar voor een terroristische organisatie genaamd Quantum.
In de oorspronkelijke roman Casino Royale is SMERSJ zelf weer in vijf afdelingen opgesplitst:
- Afdeling I: Contraspionage onder Sovjetorganisaties in binnen- en buitenland
- Afdeling II: Operaties, inclusief executies
- Afdeling III: Administratie en financiën
- Afdeling IV: Onderzoek en personeel
- Afdeling V: Vervolging — de sectie die zich bezighoudt met het vervolgen en vonnissen van alle slachtoffers.